# الکساندر رومانوفسکی
الکساندر الکساندروویچ رومانوفسکی (به اوکراینی: Олександр Олександрович Романовський، به لاتین: Alexander Alexandrovich Romanovsky) (زادهٔ ۲۱ اوت ۱۹۸۴) نوازندهٔ پیانو کلاسیک اهل اوکراین است.
او تاکنون برندهٔ چندین جایزه شده‌است. رومانوفسکی در ایتالیا زندگی می‌کند.